# Santa Helena de Minas
Santa Helena de Minas este un oraș în Minas Gerais (MG), Brazilia.